# 格致汇编
《格致汇编》（The Chinese Scientific Magazine/ The Chinese Scientifical and Industrial Magazine），中国近代第一份综合性中文科学期刊，于1876年（清光绪二年）2月9日由英国学者傅兰雅在上海创刊。在西学东渐和在科学传播的背景下，《格致汇编》以宣传科学基础知识为宗旨，侧重于面向对西方科学一无所知或知之甚少的人，以译文为主对读者进行科普知识的普及和介绍。创办人之一徐寿在《格致汇编序》中指出《格致汇编》的办刊方针：“此《汇编》之意, 欲将西方格致之学，广行于中华, 令中士之人不无裨益。”作为一份专门性科学杂志，其对于西方科学技术在近代中国的传播具有重要意义。

## 创刊人物及编者作者群体

### 傅兰雅

#### 童年及成长
傅兰雅（John Fryer）1839年8月6日生于英国海德镇一个清贫的牧师家庭。贫困的家境使 他从小养成了发奋学习、努力向上的性格。 孩提时代，因他专心聆听父母与从中国回来的传教士和商人交谈有关中国的情况，由此逐渐对中国产生了浓厚的兴趣，渴望到中国去。他从小就阅读了凡是能得到有关中国的书籍。中学作文时也总是选择中国为题材。稍长,曾在酒厂 当学徒。后得政府助学金就读于伦敦海布莱师范学院。1860年他毕业于伦敦海伯雷师范学院后，翌年来华，2l岁的他以“传教士”的身份受聘前往香港任圣保罗书院院长。1863 年，至京师同文馆担任英文教习。1865年，南下上 海任英华学塾教习。1866年，傅兰雅接替华美德担任《上海新报》的主编，并在这期间就力图通过文章和社论, 使中国读者对西方的事情、科学和教育感兴趣。 1868年，傅兰雅转至江南制造局 翻译馆任编译，并主持馆务，从此便专注于西学传播活动。
傅兰雅除翻译科技著作外，也翻译过社会科学及其他学科的著作，如《国际法评注》等。1885年译刊的《佐治刍言》，对康有为的重要著述《大同书》产生过一定的影响。1896年译刊的《治心免病法》对谭嗣同“仁学”世界观的形成,也产生过重大作用。

#### 来华生活
英法联军焚毁圆明园后的第二年，傅兰雅便启程来华。
此时的中国，经历了鸦片战争失败和英法联军攻陷北京的耻辱。在列强的侵略中频频战败的情况下，清政府开始聘用洋教师、洋工匠、洋顾问，以求学习西方先进技术。江南制造局就是在清政府以“师夷长技以制夷”为方针的洋务运动中诞生的。
江南制造局是李鸿章、曾国藩创办的中国第一个近代工业企业。当时生产中由于对现代科技了解很少，主事的徐寿（1818—1884）等人认为可以通过翻译西方各种科技著作来加强了解，故向官方建议设立翻译馆，获准后于1868年6月开馆。傅兰雅便成了江南制造局翻译馆第一个专职外国译员。傅兰雅在工作中不但了解到了很多自然科学的知识为之后的办刊奠定了知识基础，还在不断的翻译过程中产生了想要在中国“广兴格致，至中西一辙尔”的想法和抱负。
1874年，英国驻上海领事建立“格致书院”，以作为研习和传播西方现代自然科学知识的场所。傅兰雅作为董事会董事参加了书院的创办，由此他萌生了办一份科普期刊的想法。
创办格致书院后不久，在经过一番准备，傅兰雅将自己的想法实现，他主编的中国第一份科学普及期刊《格致汇编》于光绪二年正月十五日(1876年2月9日)出版。 这份期刊在不断地停刊、复刊中，最终在创办十二年后于1892年寿终正寝。
1885年傅兰雅创办了当时唯一的一家科技书店——格致书 室，销售几百种中外学者的科学技术译书，这些图书的销售极大地促进了科技的传播, 该书室被时人称该书室曾被称为“中国青年学生学习西学的麦加”。
傅兰雅一生在华20余年，翻译、出版过逾百种科学著作，产生了巨大影响。清廷为表彰傅兰雅，特赐他三品头衔。

### 徐寿父子

#### 徐寿
对于《格致汇编》的创刊，中国科学家徐寿有一定的主导作用，可看作是刊物的“双主编”之一，在刊物创刊时撰写了首份综合性科技期刊的发刊词，在其中首次勾画了晚清自然科学学科体系，并积极为刊物撰写了较高水平的科学论文。
徐寿（1818—18840），字生元，别号雪村，江苏无锡人。自幼学习刻苦用功，研读经史、涉猎百家，特别对“实用”知识有着浓厚的兴趣，近代中国崇尚科学实验的先驱之一。
作为格致书院的实际掌管人，徐寿为刊物撰稿、编译文章，并亲自为《格致汇编》作序，撰写发刊词，在发刊词中，徐寿明确规定了《格致汇编》的办刊方针、宗旨、报道范围和读者对象。同时，徐寿从《格致汇编》1876年创刊到1884年病逝于格致书院，8年间为刊物撰写了《汽机命名说》、《考证律吕说》、《医学论》等有关机械、声学、医学等方面的论文，共撰有8篇稿件，独著4篇，工艺、医学、声学、其他各一篇，与傅兰雅合译三部译著和一篇科技论文。
徐寿在《格物致知》上的刊登的文章
| 序号 | 分类 | 篇名                             | 译著者       | 年份    |
| ---- | ---- | -------------------------------- | ------------ | ------- |
| 1    | 工艺 | 照相略法（连载）                 | 傅兰雅、徐寿 | 1880.3  |
| 2    | 工艺 | 造玻璃法                         | 傅兰雅、徐寿 | 1877.8  |
| 3    | 工艺 | 火药机器（连载）                 | 傅兰雅、徐寿 | 1881.2  |
| 4    | 工艺 | 历览英国铁厂记略（连载）         | 傅兰雅、徐寿 | 1881.6  |
| 5    | 工艺 | 汽机命名说                       | 徐寿         | 1876.7  |
| 6    | 工艺 | 电气镀金法（互相问答180条）      | 徐寿         | 1877.10 |
| 7    | 工艺 | 答读者问二则（互相问答18、19条） | 徐寿         | 1876.4  |
| 8    | 医学 | 医学论                           | 徐寿         | 1876.4  |
| 9    | 化学 | 制铁剂法（互相问答236条）        | 徐寿         | 1880.4  |
| 10   | 声学 | 考证律吕说                       | 徐寿         | 1880.8  |
| 11   | 其他 | 格致汇编序                       | 徐寿         | 1876.2  |

#### 徐建寅
徐建寅(1845—1901)，字仲虎，江苏无锡人，是中国近代杰出的科学家、翻译家，在其父徐寿及华翼纶、华蘅芳父子的影响下,使徐建寅从小对自然科学知识产生了浓厚的兴趣 。他也参与创办了中国第一份科技期刊《格致汇编》，并在《格致汇编》上发表论文11篇，译文2篇，是中国学者中投稿最多的一位，他将电气冶金技术、玻璃制造技术、克鹿炮的制造等西方工艺都通过《格致汇编》详细介绍给因人, 对于当时中国知识分子学习先进的西方工艺具有重要的先导和启蒙意义，并且为近代科学传播事业做出了巨大贡献。
徐建寅在《格致汇编》上刊登的文章有：
1877年11月刊登了他与傅兰雅合译的《石版印法》
1876年6月刊登了《造马口铁法》
1879年12月至1881年12月，在欧洲整两年的时间里，共寄回文章11篇发表于《格致汇编》，分别是《论血内铁质之功用》、《论鸦片成瘾之理及危害》、《论造玻璃瓶及灯罩法》、《论造火砖水泥风管法》、《炼铜铸铜轧铜板铸铜管抽铜管焊铜管各法》(登于 1880年4、7、8、12月各卷),《水雷外壳造法》、《阅克虏卜场造炮记》、《造石灰法》 《辩论三则》、《阅博物会内纺纱机器记略》等文(登于1881年5、6、7、8、9、12月各卷) ，又与金楷理合译《伏耳铿场管工章》(登于1881年12月)。

### 其他核心作者群体
根据《中国近代期刊篇目汇录》（上海图书馆编，上海人民出版社1980年2版）和收集的文献资料，《格致汇编》署名可考作者的有55人，西士23人，其中英国西士10人，分别是（英）傅兰雅、（英）艾约瑟、（英）爱凡司、（英）稻惟德、（英）李提摩太（Timothy Richard1845—1919）、（英）慕维廉（William Muirhead，1822年—1900年）、（英）欧礼斐（C.H.Oliver，1857—?）、（英）康发达（F.Kleinwaehter）、（英）罗亨利、（英）韦廉臣（Alexander Williamson，1829—590）；美国西士10人，分别是（美）巴次、（美）卜舫济（Franeis Lister Hawks Pott，1864—1947）、（美）狄考文（Calvin Wilson Mateer）1836—1908）、（美）丁韪良、（美）玛高温（D.J—aeGowan，1814—1893）、（美）华约翰（J.E.Ward）、（美）金楷理、（美）梅理士（Charles  Rogers Mils，1829—1895）、（美）嘉约翰
（John Glasg Kerr，1824—1901）、（美）范约翰（J.w.Farnhajn），（德）西士1人，（德）瑞乃尔（Sehnell Theodore. H，？—1897）；（法）西士1人，（法）毕力干，一人国籍不可考，斯米德。中国学者25人，分别是徐寿、程培芳、程蜜、王德言、沈毓桂（1807—1907）、江衡、蔡慕陶、程瑞甫、奕学谦、赵元益、周郇、贵荣、李铭熙、李毓兰、沈善蒸、舒高第（约1857—约1920年）、汪振声、王韬（1828—1897）、吴宗镰（1856—1933）、徐建寅、薛福成（1838—1894）、杨文会（1837—1911）、尹端模、俞抛（1821—1907）、王镇贤。民间投稿者7人，各人文章多寡不等，多的有十几篇，少的只有—篇。
从作者队伍看，可考的作者55人，西士23人，中国学者25人，民间投稿者7人，其中主要投稿者为英西士和中国学者，分别占稿件总数的46.1%和35.4%。而在这些稿件中，中西士共同合作完成的稿件占到42%。这些数字说明，在刊物的创办过程中，由于中西士的密切合作，保证了稿源、作者、编者和读者的大致稳定，是《格致汇编》顺利编辑出版和发行的有力保证。

## 历史

### 背景
封闭的中国经历两次鸦片战争后，最先“睁眼看世界”的中国人在思考必须反抗强敌入侵、维护主权和民族尊严的同时，又认识到必须正视强敌所操坚船利炮背后彰显的西方近代工业文明，继之开启中国近代化征程的“洋务运动”。科学技术传播的需要便催生了最早的一份中文科技期刊——《格致汇编》的出版。它为中国人打开了一个了解科学的天窗，契合了中华民族追赶世界文明主潮流的心愿，是中国人“师夷长技”迈出的一步。《格致汇编》刊载的西方科学文化等新信息、新知识为早期探索国家出路的中国人学习西方科学提供了快捷通道。

### 创刊
创办格致书院之后,傅兰就雅酝酿着办一本科学期刊。
1875年8 月,傅兰雅获悉在北京出版的《中西闻见录》即将停刊,该刊由丁韪良(William Alexander Parsons Martin, 1827~1916)、艾约瑟(Joseph Edkins,1823—1905)等主编并由北京的京都施医院(北京协和医院前身)出版。该刊创于1872年8月,至1875年8月共出36卷后,因稿源缺乏等原因而停刊。于是他就想借此以续办的名义另办《格致汇编》将其编者、作者和读者争取过来，傅兰雅为此在后来出版的《格致汇编》封面写上了“是编补续中西闻见录”的字样；同时格致书院董事会答应他使用书院的一间房子作为其出版和发行的办公室，但编辑事务、经费、出版发行等一概由傅兰雅个人负责，与书院无关。
于是，中国第一份科学期刊《格致汇编》于1876年2月9日出版了。 

### 刊名来源
《格致汇编》刊名中的“格”有“推究”之意。而“格致”为“格物致知”的略称,出自《礼记·大学》,“古之 欲明明德于天下者,先治其国;欲治其国者,先齐其 家;欲齐其家者,先修其身;欲修其身者,先正其心; 欲正其心者,先诚其意;欲诚其意者,先致其知,致知 在格物。物格而后知至,知至而后意诚,意诚而后心 正,心正而后身修,身修而后齐家,齐家而后国治,国 治而后天下平”。
“格物致知”的意思是从探察物体而 得到知识,也就是通过实验得到知识。这与拉丁文的 “scientia”一词两者含意是一致的。该词指涉范围很广,既包括穷理所必需的广义理论知识,如天文、数学、物理,也涵盖经世所需的实用知识,如各种技艺,甚至是水文和博物,即“格致”既是指科学,又是指技术。从这里可以看出《格致汇编》内容不但包括科学知识,而且也包括制造技术。

### 中途停刊与最终停刊
1876年2月,《格致汇编》在上海创刊。1878年1月,《格致汇编》刊出24卷后停刊。主要因傅兰雅妻子在华身体不适便与妻子一同回国一年。原来计划停刊一年，后来因为其妻病逝等故，一直到1879年返回上海，结果实际停刊两年。
1880年2月《格致汇编》复刊,仍为月刊。在 1880年《申报》上“本馆告白”做了一个简短说明,意在声明上一次停刊的理由,告示《格致汇编》已复刊, 并推广前24卷的销售。一直到1882年1月又再次停刊, 此两年又刊出24卷。停刊原因可能是由于“发行不畅,亏本较多”所致，也可能因为傅兰雅“事忙”。还有一个可能是,《格致汇编》于1882年被北京的中国官吏干扰,缘由是1880年6月的《格致汇编》刊载了傅兰雅所撰的《江南制造总局翻译西书事略》,其中提到了贾步纬其人,贾步纬以为此文有辱于他，便在官场发起攻击。傅兰雅为清廷的雇员,他的知遇上海道台冯煌光早已辞世, 对于这类“窝里斗”的官场纠葛,也无人排解,他再也没有心思继续办下去,《格致汇编》第4年12卷以后就此无疾而终。
8年之后,即1890年春,《格致汇编》又再度复刊，此次复刊改为季刊发行。虽为季刊,但每卷与月刊时三卷的篇幅相当,因此全年篇幅与以往相同。这次复刊共刊出12卷,因傅兰雅将参加1893年在美国召开的芝加哥世界博览会,于1892年冬宣布停刊。在第七年冬季卷中的《算学奇论》文章的结尾处有这样一句话“此稿未完,下卷续印”, 从这句话可以看出,在这个时候,他还是想把这个刊物继续办下去。此后,傅兰雅也有过复刊的打算，但由于他于1896年就任美国加利福尼亚大学东方语言教授，到美国定居，未能如愿。于是1892年的停刊便变成了《格致汇编》的最终停刊。
从1876年到1892年，《格致汇编》的办刊时间不长。《格致汇编》不同于以往由外国人创办的刊物, 没有得到教会机构的支持,而是以传播科学知识为宗旨,相比于其它刊物以传播知识与传教相互作用, 大量的篇幅用来传道说教,宣扬与宗教有关的知识, 或是介绍与科学无关的世俗知识。这或许也是《格致汇编》办刊时限不长的一个原因。 

## 刊物内容

### 刊物栏目
《格致汇编》的栏目基本固定,每期刊发数篇译文,然后是三个固定栏目:算学奇题、互相问答、格致杂说。三个栏目中以互相问答最受欢迎,曾有数期停办,又因读者要求而恢复。另两栏目也间有停办。到杂志后期,还曾办过诸如“博物新闻”、“披阅新书”等栏目,但都时间不长。 

### 广告
《格致汇编》作为具有近代意义的期刊, 也刊登广告。最多的是格致书室的广告,其中所售 书名、每册售价、书室地址、另备书目可以索取等内容一应俱全。《格致汇编》还刊登过国外几家科 学仪器制造商的产品广告。 

### 发行
由于是“续补”《中西闻见录》的关系, 《格致汇编》一创刊就接过其代销点24处,以后逐年增加,最多达到80余处。上海周围地区、长江沿线、东南沿海、京津地区乃至新加坡、日本,都有它的代销点。 

### 具体内容
《格致汇编》 第一年各卷（计十二卷）以《格致略论》为卷首，凡天文学、 地理学、 地质学、地形学、力学、气象学、热学、电学、光学、化学、植物学、动物学、生理学、人类学等“ 格致各门之学己有端倪，阅者由此起手渐积而至见闻广远，自能融会贯通矣” 。如第一卷上就介绍了太阳系的八大行星 当时仅知八大行星 及小行星 地球在太阳系中的位置 地球的公转、自转，地球的形体、半径、赤道、面积、经纬度、温带，经度与时间的关系，日、月蚀食的原因。
第二年第七卷刊载傅兰雅所作《 混沌说》，粗略地介绍了达尔文的生物进化论及人类从古猿转化而来等最新科学理论知识 。
第三年至第七年特设《格致释器》 分别介绍有《测候器》、《化学器》、《重学器》、《水学器》（分静水力学器、动水力学器）、《气学器》、《照像器》、《 测绘器》、《显微镜远镜说》等。
第六年冬卷上载有傅兰雅所撰《地学稽古论》 “ 地学稽古论” 即近代地质学中一个十分重要的基本原理——“以今论推古”该文运用这一理论考稽土质中的土石层及陈迹物把地球分为极古、荒古、太古、近古等四个时代并推知其年代。文中谈到“ 新层” 时 按人所用之器物将人世分为三大时期：石期、铜期、铁期。这种划分法很科学并沿习至今。这为读者再次进行了生物进化论和地质进化论知识的薰陶。
1892年2月26日晚，礼敦根医士给寓沪西人讲论“人与微生物相争” 之事，并备 “大力显微镜六具”，一面讲说微生物之理，一面与人观看各微生物之形。傅兰雅敏锐地感觉到此学为“ 医学近今最新最妙最要之一门” 而尚无译成之书，遂将其讲稿很快译就刊《格致汇编》第七年春季，以“ 印公同好华友” 。这样法国科学家巴司特（今译巴斯德）的微生物学、细菌学和免疫学，由傅兰雅藉《格致汇编》 首次介绍到中国。
通观《格致汇编》它所介绍的内容十分广泛，“凡西方科学技术新知，无所不包。 ”以科学知识而言，则广泛介绍科学理论、科学方法、科学仪器、天文、气象、物理、化学、计算机、动物学、植物学、昆虫学、地质学、地理学、地形学、水力学、潮汐、医学、药物学、生理学、微生物学、细菌学、免疫学、人类学、电学、机械学等。以工艺技术而言， 则广泛介绍蒸汽机、炮船、开矿技术、钻地机、纺织机、制糖、打米、制陶、造砖、造玻璃、弹棉花机、制皮革、制冰机、造啤酒、印刷机、造纸、炼钢铁、造水泥、造桥梁、榨油机、造火柴、造汽水机、造扣子机、造针机、潜水技术、电灯电报、电话、渔获养殖、制图等，此外还有徐光启、李善兰、徐寿、李鸿章、利玛窦、巴司嘎拉（今译巴斯卡）、哥伦布、傅兰克令（今译富兰克林）等人物传记，述其生平，尤着重介绍其成就。

## 影响
《格致汇编》作为中国第一份综合性科技期刊，已具备现代科技期刊的基本形态和内含，开创了一种新的科技文学体形式——科技期刊文体，结束了中国知识分子只能凭借科技书籍、信件的交流沟通方式。从《格致汇编》创办、编辑过程、编者、作者群体等各方面看，都有中西士的积极参与，它是中西双方共同合作完成的历史结晶，是西学东渐和科学传播的一块活化石，是中国科技期刊由文理综合性期刊向专门科技期刊演化，以及由合作办刊向国人自办科技期刊演化的过渡性标志。

《格致汇编》是由中西士合作创办、编辑完成的中国第一份综合性科技期刊，是传播科技知识新的物质载体，开创了中国科技期刊的历史， 在近代中国知识分子群体的觉醒过程中，集体的科技合作行为在科技期刊中的首次体现。这在客观上推动了中国人自办科技期刊的第—次高潮，也培养了近代中国最早的科技期刊编辑、作者和读者群体。其中，以徐寿（1818—1884）《考证律吕说》为代表的中国较早一批期刊科学论文，并通过西士在国外科学期刊发表，其意义重大，这既是汲取西学营养后中国科学家新的探索，也是中国传统科学焕发生机的重要象征。

《格致汇编》的出版人通过易被大众接纳的杂志形式,将科学知识在更宽阔的社会层面上传播开来,对实现“师夷长技以制夷”产生了积极作用。它为传播科学进行的启蒙作用对之后中国的戊戌 变法、辛亥革命和新文化运动爆发都起着奠基作用，对现代中文科技期刊求新、实用的发展具有借鉴意义。

## 相关
格致书院：该刊亦被看做“格致书院”的院刊，在期刊运作、传播方式、合作机制等方面或多或少地受到了格致书院的影响。